# Sebastijan Drobne
Sebastjan Drobne (Lubiana, 19 aprile 1987) è un giocatore di calcio a 5 sloveno.

## Carriera
Con la Slovenia Under-21 Drobne ha preso parte alla fase finale del campionato europeo di categoria del 2008. Con la nazionale maggiore ha disputato due UEFA Futsal Championship.